# Indeed
Indeed是2004年11月由美國推出的一個僱傭相關網站。它是日本人力資源企業里庫路特的子公司，總部位在奧斯汀和斯坦福，並於全球各地設有辦事處。